# 일본기독교조선교단
일본기독교조선교단(日本基督敎朝鮮敎團)은 일제강점기 말기에 창립된 개신교 단일 교단이다.

## 개요
1854년 미일화친조약 체결 이후 개신교 선교사들이 일본에 입국하기 시작하였으나 당시 기독교 포교가 법으로 금지되어 있었다. 1868년 메이지유신을 통해 막부통치 체계가 끝나며 천황 중심의 중앙집권통치가 시작되었으며, 1873년에는 신앙의 자유가 선포되어 공개적인 기독교 포교가 가능하게 되었다. 그러나 1889년 제국헌법이 선포되며 국가 수호신에 해당하는 천황을 중심으로하는 제국주의 국가로 운영되기 시작하였다. 1894년 청일전쟁을 통해 대만을 식민지로 삼는 것을 시작으로하여, 1904년 러일전쟁을 통해 사할린을 식민지로 확대하고, 1905년 을사조약을 거쳐 1910년 대한제국을 병합하는 등 동아시아 국가들에 대한 침략이 가속화되었다. 1931년 만주사변, 1938년 중일전쟁을 일으키며 대륙에 대한 침략을 시작한 이래 국가의 모든 활동을 전시체제에 잘 순응할 수 있도록 통제할 필요가 있었다. 이 시기에 조선의 개신교 단체들은 스스로 신사참배에 참여할 것을 결의하기에 이르렀고, 해외 선교사들이 주도하던 교육기관과 신학교는 이를 받아들이지 못하고 1938년 경 스스로 폐교하기에 이른다. 
일본 내에서는 1939년에 종교단체를 통제하기 위한 '종교단체법'을 공포하였다. 미국을 상대로 1941년에 태평양 전쟁을 일으키며 비상 전시 체제에 들어가자 '종교단체법'에 따라 일본 내 종교단체들을 통합하기 시작하였고, 1941년 일본 내 모든 기독교 교파를 <일본기독교단>이라는 단일 교단으로 통합하여 전시체제에 활용하기 시작하였다.
태평양전쟁이 조기에 끝나지 않고 전시 체제가 지속되자 이 시기 <조선총독부>는 조선의 개신교 단체들을 동원하기 위하여 개신교 교단들을 모두 통폐합하여 단일 교단으로 일원화할 것을 요구하였고, 이에 <조선예수교장로회>는 1942년 스스로 해산하였고, 장로교 교회들은 1943년 5월 <일본기독교조선장로교단>을 창설하고, 감리교 교회들은 1943년 10월 <일본기독교조선감리교단>을 창설하였다. 
이후 1945년 7월에 장로교 및 감리교의 양 교단과 구세군 등 교단이 통합하여 <일본기독교조선교단>을 발족시켰으며, 일본 내 단일 교단인 <일본기독교단>의 하부에 소속됨으로써 교단 전체를 일제의 통제하에 두게 되었다. <일본기독교조선교단>의 중앙 조직은 양대 교단인 장로교와 감리교에서 통리와 부통리를 각각 맡고, 지방 조직 각기 다른 교단 출신의 개신교 목사 두 명이 교구장의 책임을 함께 맡는 식으로 구성되었다. 조선 8도 외에 중국에도 지부를 두었다.
이 단체는 여러 해 동안 물리적 탄압을 병행하며 진행되어온 조선 기독교 재편성 작업을 완료하여 탄생한 단체였다. 그러나 창립 한 달 만에 태평양 전쟁이 종전되면서 해체되었다.

## 연혁
- 1945년 6월 25일 : 창립 준비회의 개최
- 1945년 7월 19일 ~ 20일 : 창립
- 1945년 8월 15일 : 활동 중단

## 본부 임원
- 통리 : 김관식 (장로교)
- 부통리 : 김응태 (감리교)
- 고문 : 양주삼, 정춘수 (이상 감리교), 정인과, 채필근, 김응순, 유호준 (이상 장로교)

## 참고자료
- 친일인명사전편찬위원회 (2004년 12월 27일). 《일제협력단체사전 - 국내 중앙편》. 서울: 민족문제연구소. 659~660쪽. ISBN 8995330724.